# Kommissar für Gesundheit
Der Kommissar für Gesundheit ist eine Amtsbezeichnung für ein Kommissionsmitglied der Europäischen Union. Ihm ist die Generaldirektion Gesundheit und Lebensmittelsicherheit angegliedert. Das Ressort wurde 1999 mit der Zuständigkeit für Gesundheit und Verbraucherschutz geschaffen und nach der EU-Erweiterung 2007 aufgeteilt.
In der Kommission Barroso II wurden ab 2010 beide Ressorts wieder miteinander vereinigt. Außerdem fällt seitdem auch der Bereich Arzneimittel, der zuvor im Ressort Unternehmen und Industrie lag, in die Zuständigkeit des Kommissars für Gesundheit. In der Kommission Juncker wurde das Ressort Gesundheit um die Zuständigkeit für Lebensmittelsicherheit erweitert.

## Bisherige Amtsinhaber
| Kommissar            | Amtszeit  | Staat   | nationale Partei | europäische Partei / politische Richtung | sonstige Zuständigkeiten     |
| -------------------- | --------- | ------- | ---------------- | ---------------------------------------- | ---------------------------- |
| Olivér Várhelyi      | seit 2024 | Ungarn  | parteilos        | PfE-nah                                  | Tierschutz                   |
| Stella Kyriakides    | 2019–2024 | Zypern  | DISY             | EVP                                      |                              |
| Vytenis Andriukaitis | 2014–2019 | Litauen | LSDP             | S&D                                      |                              |
| Tonio Borg           | 2012–2014 | Malta   | PN               | EVP                                      | Verbraucherschutz (bis 2013) |
| John Dalli           | 2010–2012 | Malta   | PN               | EVP                                      | Verbraucherschutz            |
| Androulla Vassiliou  | 2008–2010 | Zypern  | ED               | ELDR                                     |                              |
| Márkos Kyprianoú     | 2004–2008 | Zypern  | DK               | zentristisch                             | Verbraucherschutz (bis 2006) |
| David Byrne          | 1999–2004 | Irland  | FF               | AEN                                      | Verbraucherschutz            |